# Addio, e grazie per tutto il pesce
Addio, e grazie per tutto il pesce (So long, and thanks for all the fish) è il quarto libro della Guida galattica per gli autostoppisti, la "trilogia in cinque parti" scritta da Douglas Adams.
Il titolo è il messaggio lasciato dai delfini abbandonando il pianeta Terra, poco prima che questo venga demolito per costruire una superstrada spaziale, come viene descritto nel primo romanzo della serie Guida galattica per gli autostoppisti.
È anche il titolo di una canzone del film Guida galattica per autostoppisti.
Alcuni lettori hanno adottato la frase come modo ironico per dire "addio".

## Trama
Il libro inizia con Arthur Dent che, facendo l'autostop a casaccio per la galassia, arriva nell'"ultimo posto nell'Universo in cui si sarebbe aspettato di trovare qualcosa ma che 3.976.000.000 di persone troveranno stranamente familiare" - in breve sulla Terra, che continua ad esistere esattamente come prima della sua distruzione (a parte il fatto che i delfini sono scomparsi). Rientrando alla sua casa, miracolosamente non distrutta, Arthur scopre che in sua assenza ha ricevuto una montagna di posta pubblicitaria e una boccia per pesci rossi con incise le parole "Addio e grazie per tutto il pesce".
Attraverso le vicende del libro, Arthur incontra altre persone che hanno ricevuto una vaschetta simile, fra cui una ragazza di nome Fenchurch, che è forse l'unica persona sul pianeta a ricordare la distruzione della Terra, e Wonko L'Equilibrato, che ha deciso da tempo che il mondo era impazzito e che gli ha costruito un muro intorno, con "fuori" nient'altro che se stesso e una spiaggia della California particolarmente bella. Nel frattempo Ford Prefect scopre che la voce "Terra" da lui redatta per la Guida Galattica degli Autostoppisti è misteriosamente ricomparsa e, essendo appunto Ford, usa questa inesplicabile opportunità per un elaborato scherzo a un funzionario commerciale della Società Cibernetica Sirio.
Arthur e Fenchurch si innamorano e avvicinando la boccia all'orecchio, scoprono perché la Terra è tornata. Si viene a sapere che la nuova Terra è un "pianeta ombra", probabilmente prelevata da una linea temporale alternativa e portata in questo universo dalla "Campagna per il salvataggio degli umani", a cura, appunto, dei delfini. Al termine della vicenda Arthur lascia nuovamente la Terra, assieme a Fenchurch e Ford, per cercare il Messaggio Finale di Dio al Creato, il cui indirizzo gli era stato fornito nel libro precedente da Prak.
Al loro arrivo incontrano il robot Marvin, ormai agonizzante, e lo aiutano a leggere il messaggio, che si rivelerà essere un laconico "Ci scusiamo per il disturbo". Dopo averlo letto, Marvin si riappacifica con se stesso e muore felice.

## Discussione
Il libro ha un tono diverso dai precedenti, in parte perché è una storia d'amore, in parte perché fu scritto in fretta. Alla fine del libro l'editore di Adams, Sonny Mehta, si trasferì a casa dell'autore per assicurarsi che questo rispettasse i termini (già più volte prolungati). Adams si dichiarò non completamente soddisfatto dell'opera, che contiene diversi interventi da parte dell'editore, che l'amico e collega Neil Gaiman ha descritto come "supponenti e ingiusti".
Il libro riflette inoltre un cambiamento notevole nelle opinioni di Adams sui computer. Nei libri precedenti i computer sono rappresentati in modo piuttosto negativo. Fra la stesura de "La vita, l'universo e tutto quanto" e "Addio e grazie per tutto il pesce" Adams fu portato ad una fiera di computer, si innamorò dell'ultimo computer Apple e questo fu l'inizio di una lunga "storia d'amore" (sosteneva di aver acquistato il secondo Apple Macintosh del Regno Unito - il primo era stato comprato dal suo amico Stephen Fry). Infatti il volume postumo Il salmone del dubbio è stato realizzato utilizzando vari frammenti e abbozzi rinvenuti nei vari computer Apple di Adams, sia nel portatile che in quelli delle sue abitazioni in Inghilterra e in California.
In questo libro Arthur Dent compra un computer con un programma astronomico.

## Dettagli interessanti
Il capitolo 21 è una digressione umoristica sul giornalismo, il progresso culturale e la sessualità, in cui Adams usa l'esempio di Brequinda, nel Reame di Avalars, patria dei mitici Draghi di Fuoco di Furlonis.
Durante lo svolgimento della storia, Arthur Dent racconta un episodio accadutogli al bar di una stazione ferroviaria. Aveva comprato un pacchetto di biscotti e si era seduto in attesa del treno. Un uomo, che era già seduto al tavolo, aprì il pacchetto di biscotti e ne mangiò uno. Arthur ne prese uno, senza commentare, e così continuarono, nel più totale silenzio, fino alla fine del pacchetto. Dopo che l'uomo se ne fu andato, Arthur alzò il suo giornale e scoprì il "suo" pacchetto di biscotti. Douglas Adams sostiene che la storia gli sia accaduta personalmente, benché una leggenda metropolitana simile fosse in circolazione già da anni. La versione dell'accaduto di Adams è riportata nel suo contesto originario ne Il salmone del dubbio.

## Edizioni
- Douglas Adams, So Long, and Thanks For All the Fish, 1984, ISBN 0-345-39183-7.
- Douglas Adams, Addio, e grazie per tutto il pesce, traduzione di Laura Serra, collana Urania (collana) n° 1028, Arnoldo Mondadori Editore, 1986,  p. 142.
- Douglas Adams, Addio, e grazie per tutto il pesce, traduzione di Laura Serra, collana I libri di Urania n° 28, Arnoldo Mondadori Editore, 1995,  p. 160, ISBN 88-04-40059-5.
- Douglas Adams, Addio, e grazie per tutto il pesce, traduzione di Laura Serra, collana Piccola Biblioteca Oscar n° 397, Arnoldo Mondadori Editore, 2005,  p. 208, ISBN 88-04-53770-1.

## I romanzi della Guida
- Guida galattica per gli autostoppisti, Urania N. 843, 1980 (The Hitchhiker's Guide to the Galaxy, 1979).
- Ristorante al termine dell'Universo, Urania N. 968, 1984	(The Restaurant at the End of the Universe, 1980).
- La vita, l'universo e tutto quanto, Urania N. 973, 1984 (Life, the Universe and Everything, 1982).
- Addio, e grazie per tutto il pesce, Urania N. 1028, 1986 (So Long, and Thanks for All the Fish, 1984).
- Praticamente innocuo, Urania N. 1209 (Mostly Harmless, 1992).
- E un'altra cosa..., Strade Blu, 2010 (And An Other Thing..., 2009).